# プレビュー (ソフトウェア)
プレビュー (Preview) は、各種の画像データやPortable Document Format (PDF) を表示、編集するための、macOSに付属するアプリケーションである。

## 特徴
Cocoaアプリケーションであり、macOSそれ自身と同様にNeXTのOPENSTEPオペレーティングシステムに由来する。多ページPDF書類の見開き表示や、複数の画像ファイルを同時に開きサムネイル表示する機能をそなえる。画像のファイル形式の変換や画像の切り出しと回転、クリップボードからの画像ファイルの作成を行う。PDFファイルの操作はページ分割や結合といった編集に加えてファイル内のテキストと画像のコピー、開いた画像ファイルからPDFファイルを作成する等ビューワー以外の機能を多数備える。また、Mac OS X v10.4以降に付属するバージョンは、画像ファイルのスライドショー、画像のカラーや露出の調整、PDFのテキストの高速な検索、ブックマークや注釈の挿入、キーワードの埋め込みといった機能を持つ。
画像ファイルフォーマットは、HEIF、JPEG、TIFF、GIF、PNG、PICT、BMP、TGA、JPEG 2000、PSDなどに対応。それぞれ相互に変換が可能である。さらにMac OS X v10.3以降に付属するバージョンでは、PostscriptやEPSにも対応している。他のアプリケーションから印刷を行うときも、印刷内容の確認にはこのアプリケーションが使われる。